# Ot Patera
L'Ot Patera è una struttura geologica della superficie di Io.